# Ruïne

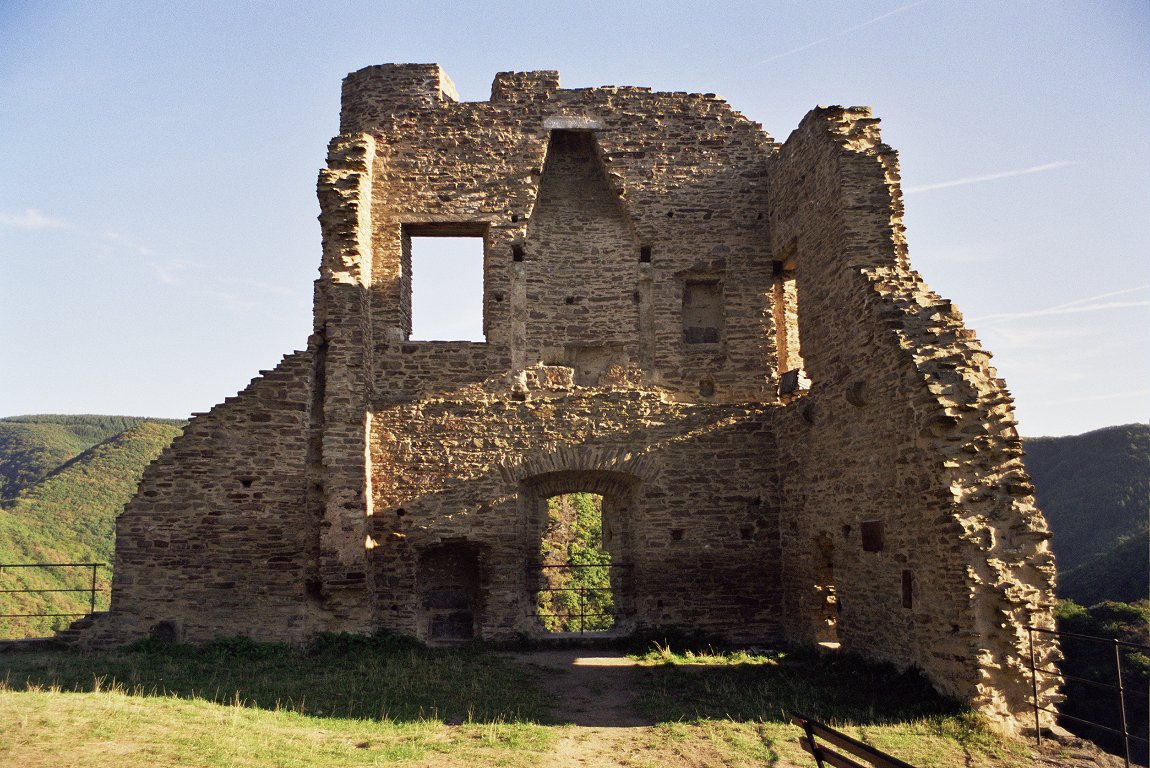
Ruïne met historische waarde (Castle Are - Palas)

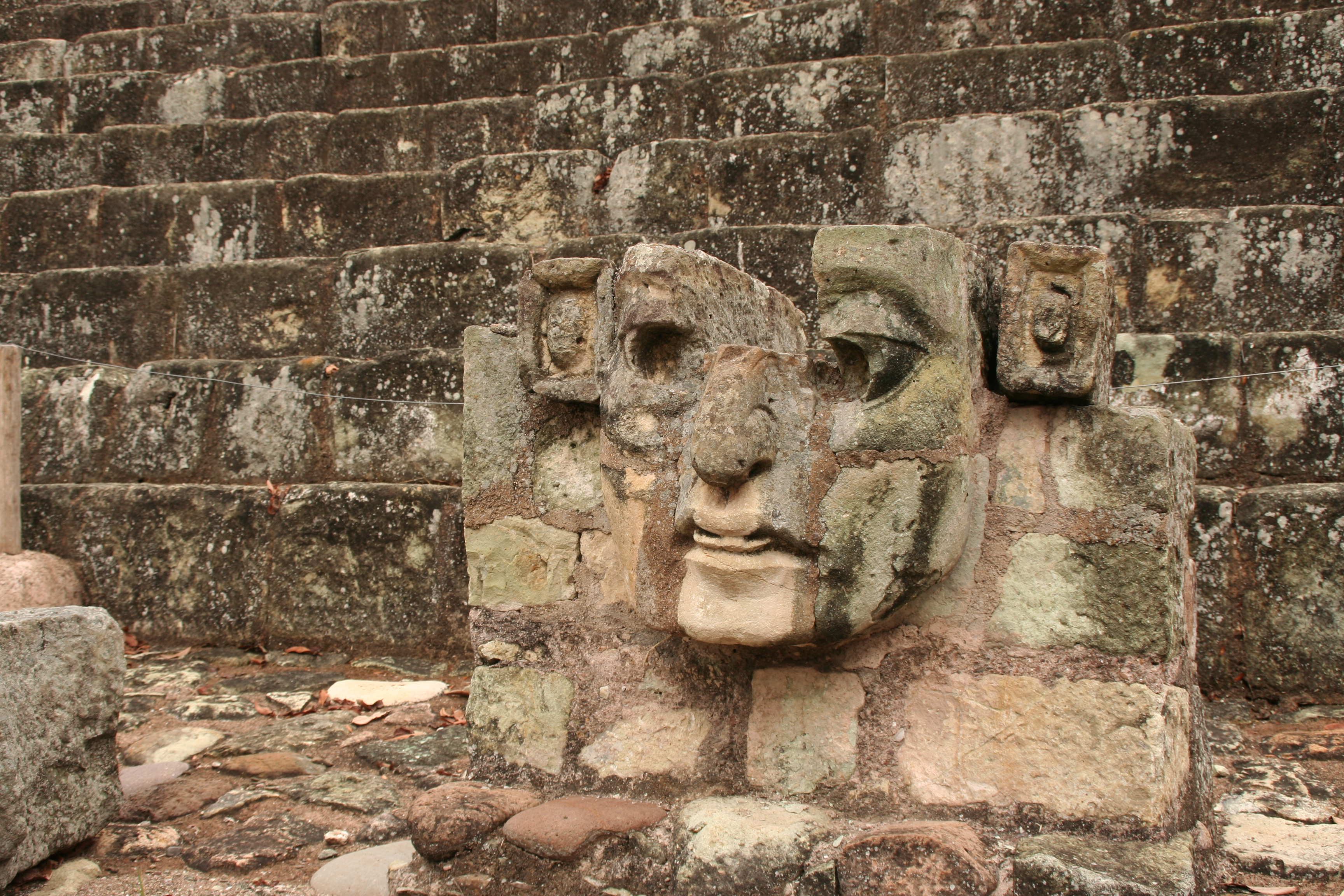
Fragment van de ruïnes van Copán, Honduras

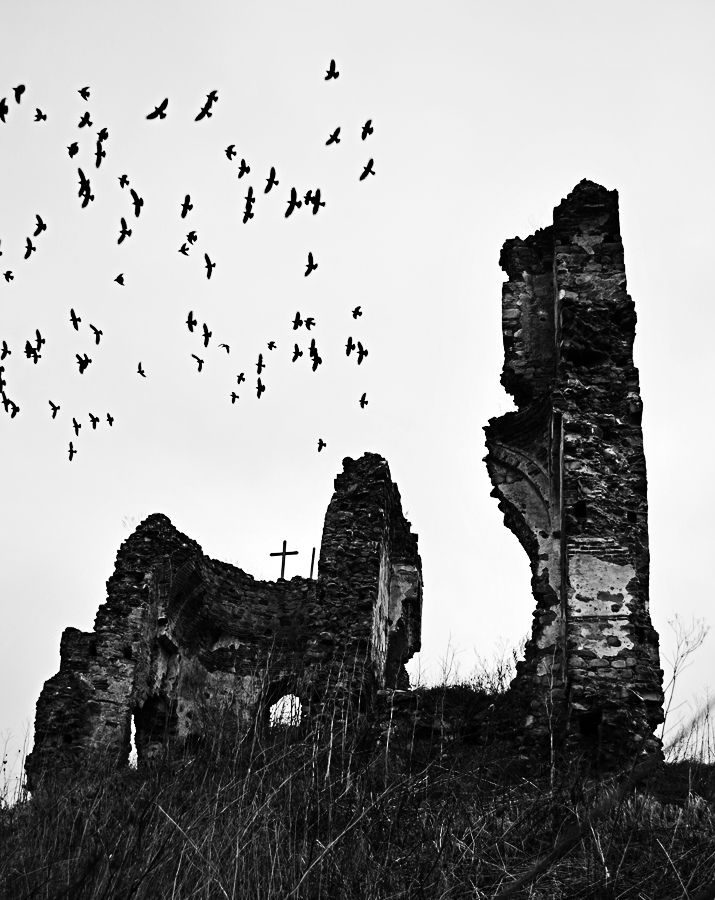
Ruïne van de St. Paraschive-kerk in Roemenië

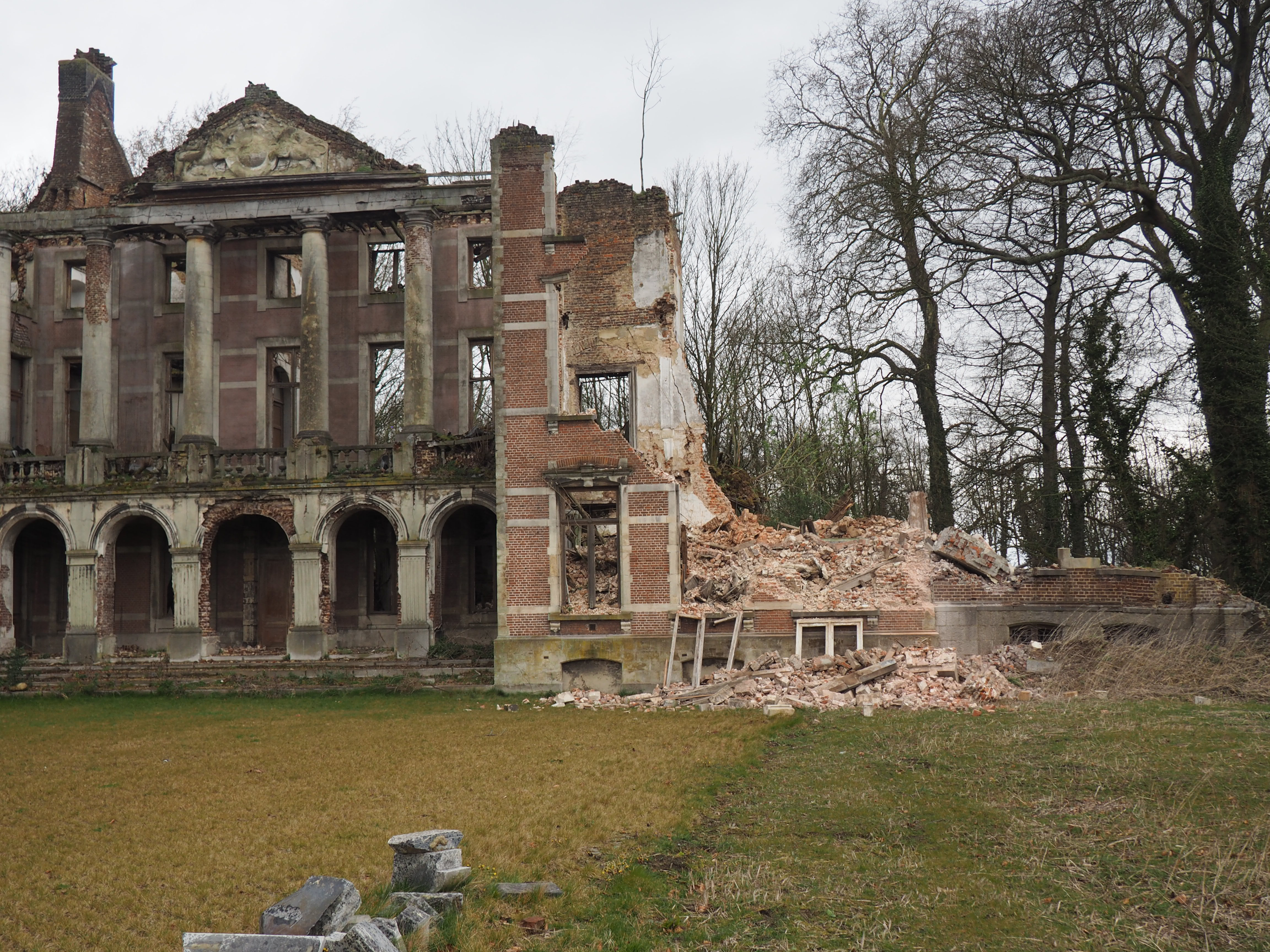
De ruïne van het kasteel van Mesen.

Een ruïne of bouwval bestaat uit de resten van een in verval geraakt of vernield gebouw.
Het woord wordt ook overdrachtelijk gebruikt, voor iets wat in slechte staat is.
Een ruïne kan ook speciaal gebouwd worden om een bepaalde sfeer aan een plek te geven. Zo legden leden van de Europese adel in de 19e eeuw soms kasteelruïnes aan op hun landgoed om er meer allure aan te geven, de zogenoemde folly's.
Relatief veel ruïnes uit de steentijd staan in het noorden van Schotland. Dit zijn vooral zogenaamde 'brochs'; cirkelvormige overblijfselen van een woning uit die tijd.

## Locaties

### België
- Abdij van Aulne
- Kasteel van Crèvecœur (Bouvignes-sur-Meuse)
- Mijnsite Le Grand-Hornu, Hornu
- Kasteel van Montaigle
- Abdij Onze-Lieve-Vrouw Ten Duinen
- Ruïnes abdij Notre-Dame d'Orval
- Kasteel van La Roche-en-Ardenne
- Sint-Baafsabdij
- Sint-Salvatorabdij (Ename)
- Abdij van Villers
- Kasteel ter Elst, Duffel
- Kasteel van Mesen

### Estland
- Kasteel Viljandi, Viljandi

### Finland
- Kajaani Kajaani, Kajaani

### Griekenland
- Parthenon, Athene

### Nederland

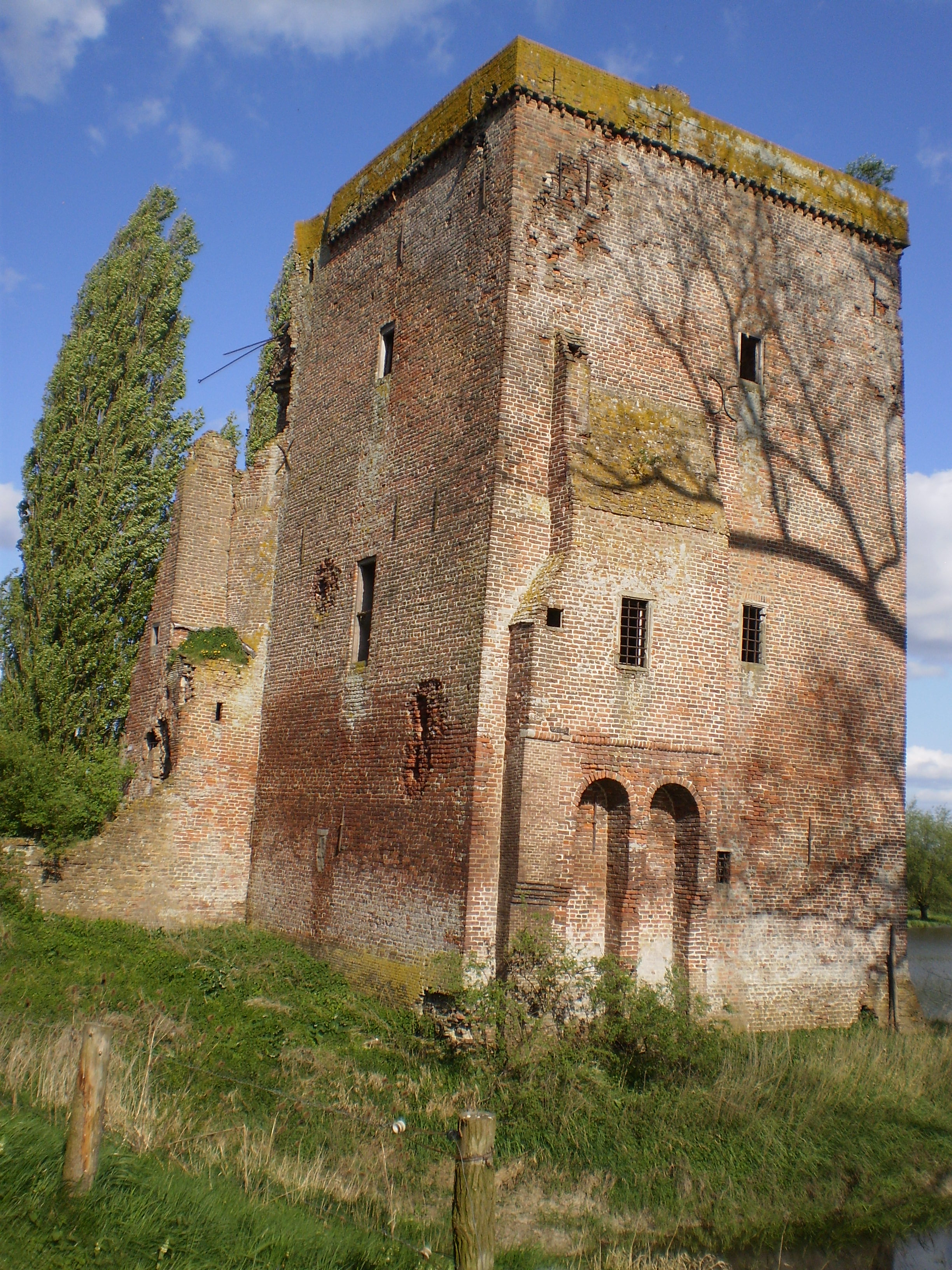
Slot Nijenbeek bij Gietelo

- Barbarossa-ruïne (onderdeel van het Valkhof) in Nijmegen
- Ruïnekerk in Bergen (NH)
- Ruïnekerk in Oude Niedorp (NH)
- Ruïne van Brakel (Gld)
- Kasteel Duurstede
- Ruïne Enghuizen (Gld)
- Kasteel Montfort
- Ruïne Nettelhorst (Gld)
- Kasteel Valkenburg
- Kasteel Egmond
- Kasteel Almere (hedendaagse ruïne)
- Kasteel Nijenbeek (het Hooge Huis) (Gld)
- Slot Teylingen
- Oude Toren in Warmond
- Huis ter Kleef
- Ruïne van Brederode
- Hervormde kerk van Ammerzoden
- Oude Kerk van Dongen in Dongen
- Broerekerk in Bolsward
- Groot Kasteel in Deurne
- Kasteel Toutenburg in Vollenhove
- Kasteel Batenburg in Batenburg

### Verenigd Koninkrijk
- Ury House, Aberdeenshire
- Ruïne van Whitby Abbey, North Yorkshire